# Hylopetes phayrei
Hylopetes phayrei es una especie de roedor de la familia Sciuridae.

## Distribución geográfica
Se encuentran en China, Laos, Birmania, Tailandia y Vietnam. 